# کیم مایرز
کیم مایرز (انگلیسی: Kim Myers؛ زادهٔ ۱۵ فوریهٔ ۱۹۶۶) یک هنرپیشه اهل ایالات متحده آمریکا است.
او در فیلم کارخانه گرد و غبار و غیرقانونی مال شما بازی کرده‌است.